# NGC 4074
NGC 4074 is een lensvormig sterrenstelsel in het sterrenbeeld Hoofdhaar. Het hemelobject werd op 27 april 1785 ontdekt door de Duits-Britse astronoom William Herschel.

## Synoniemen
- MCG 4-29-11
- ZWG 128.13
- ARAK 347
- PGC 38207